# Pittsfield, Maine
Pittsfield är en kommun (town) i Somerset County i den amerikanska delstaten Maine. 
År 1819 fick orten kommunstatus som town och namnet Warsaw efter Warszawa. Namnbytet till Pittsfield skedde år 1824. Innan orten blev en kommun var ortsnamnet Sebasticook och ännu tidigare Plymouth Gore. År 1824 anslöts en del av Palmyra och år 1855 en del av Detroit till Pittsfield.

## Kända personer från Pittsfield
- Nathaniel M. Haskell, politiker
- Carl Milliken, politiker
- Llewellyn Powers, politiker